# 안준하
안준하(安俊河, 1982년 10월 26일~)는 대한민국의 영상 연출가 이자, 작곡가, 음악감독, 피아노 연주자이다. 7살 때부터 피아노를 연주하고 서양 고전 음악과 재즈, 국악 등을 교육받으며 자랐다.
2009년 세계적인 음향 전문 기업 미국 Shure(사)에서 진행하는 국제 컨테스트에서 연주 부분 우승을 시작으로 영화, 광고, 공연 분야에 작곡가, 음악감독으로 활동을 시작하였다. 2010년, 2011년 2편의 독립영화 음악감독으로 제10회 아시아나국제단편영화제 특별상, 부산국제영화제 AFA 공식초청 등 영화음악 감독으로 실력을 인정받기 시작했으며 영화 `7번방의 선물`의 음악으로 로 천만 관객 쾌거를 이뤄내는 데 힘을 더했다.
그 후 영화음악에만 머무르지 않고 무용 대중화를 위해 2013년 `ROM` 프로젝트를 시작해 엠넷의 `댄싱9`과 함께 대한민국 대중 무용에 관심을 끌어내는 데에 노력했다.
2017년 국립아시아문화전당에서 기획, 추진한 융복합 공연에서 작곡, 연주, 음악감독 등 3가지 이상의 역할을 동시에 직접 독립 수행하면서 현장에서의 소통 능력과 예술가로서의 실력까지 인정받았다.
또한 한국문화예술위원회에서 추진하는 발레공연 `HUMAN`(2017)과 현대무용 `Like Family`(2018)의 음악을 직접 작곡, 감독하여 예술의 전당과 한국문화예술위원회 아르코 예술극장에서 공연하였고 해당 작품들은 당시의 우수신작으로 꼽히기도 하였다.
그 후에도 2020년 광주 5.18 40주년, 2019년 3.1운동 및 임시정부 100주년, 부산항 축제, 부산 콘텐츠마켓, 등의 국가적 행사의 개막식 음악을 작곡, 감독하며 실력을 검증해 왔고, 공간예술기업, 미디어아트 기업 등과 협력해 기계적 융복합 예술인 키네틱 아트의 제작에도 참여했다.
이에 머무르지 않고, 2019 TRACE of SOUND, 2020 SPACE of SOUND `환경과 존재` 라는 주제로 새로운 장르의 음악과 레퍼토리를 직접 기획, 디자인, 연출, 작곡, 연주, 출연, 감독하며 2019, 2020년 서울문화재단의 전문 심사평가단으로부터 우수한 평가와 다년간의 공연지원을 확정받았다.
그후 COVID-19 시기에 공연장을 잃은 음악, 무용등 공연계 예술가들의 영상을 고품질로 제작, 연출하여 영상 콘텐츠 분야에서 크게 주목을 받았다.
안준하 감독은 혁신적이고 한계를 뛰어넘는 다양한 문화 예술 영상 감독으로도 인정받고 있다.
2022년 국립극장, 국립무용단의 '홀춤 III'의 영상 연출을 하였다. 이 프로젝트는 한국 무용의 아름다움과 역동성을 보여주고 현대적인 요소를 결합하여 많은 청중에게 어필하였다.
안준하 감독의 영상 연출은 공연의 깊이와 의미를 포함해 움직임과 무대, 미술, 음악 등이 완벽하게 조화를 이루는 영상을 만든다는 평을 받고 있다.
그는 추상적이고 모던한 형태, 그림자, 슬로우 모션, 부감 등을 포함한 다양한 시각적 연출을 적절히 활용하여 시네마틱 하고 미묘한 특성을 완벽하게 표현하며 다이나믹한 분위기를 연출하는것이 그의 영상 연출의 특징이다.
현재는 예술영상 콘텐츠 제작뿐만 아니라, 영화, 드라마, 광고, 무용음악과 더불어 다양한 분야의 공연 음악 등을 작곡, 음악감독하고 공연연출과 예술감독의 역할까지 훌륭하게 수행하고 있다.

## 경력사항
- 2025 음악감독, 작곡, 피에타 (연극)
- 2025 연출, 총감독 국립창극단 베니스의 상인들 (공연영상화)
- 2024 음악감독, 작곡, 국립중앙박물관 `찬란` (미디어아트)
- 2024 제작, 연출, 작곡, 녹음 마포레스트 (사운드 스케이프)
- 2024 연출, 총감독 국립창극단 리어 (공연영상화)
- 2023 연출, 총감독 국립무용단 온춤 (공연영상화)
- 2022 연출, 총감독 국립무용단 홀춤 III (공연영상화)
- 2022 음악감독, 작곡 바라보는지구 (멀티유니버스전시)
- 2022 총감독 `마포의 꿈`[1] (시네마틱 홍보영상)
- 2021 음악감독, 작곡 안산국제거리극축제 (폐막식)
- 2021 공연연출 마포의 사계 중 겨울, 봄
- 2021 음악감독 ALONSO (발레)
- 2021 음악작곡 한국문화예술위원회 ART&TECH Week 예술과 기술 융합주간
- 2020 공연연출 총감독 인디 크리스마스 선물 인디열전
- 2020 무용음악 Beyond the Stage_GENESIS (국립발레단)
- 2020 공연연출 제5회 마포 M-클래식 축제
- 2020 음악감독 광주 5.18 40주년 오월, 별이 된 들꽃_대통령상수상 (국립아시아문화전당)
- 2020 무용음악 독일 Augsburg Ballet made for two Planning Performance Noname Composer
- 2020 음악작곡 히트맨 (영화)
- 2019 음악감독 Big Hit Entertainment (corporate Briefing)
- 2019 음악감독, 작곡 STP Ballet Gala (발레)
- 2019 음악감독, 작곡 (부산항 축제) (개막식)
- 2019 음악연출 (하나글로벌 키네틱아트)
- 2019 음악감독, 작곡 3.1운동 및 임시정부 100주년 (개막식)
- 2019 음악감독, 작곡 (부산컨텐츠마켓)
- 2018 서울무용제 (아르코 예술극장 대극장)
- 2018 방송음악 SBS 방송국, 보도본부 뉴미디어 보이스 V
- 2018 음악감독, 작곡 한국문화예술위원회 (like Family) (현대무용)
- 2018 음악감독, 작곡 (서울발레시어터_콜라비) (현대발레)
- 2017 음악감독, 작곡 72초TV FAKE (웹드라마)
- 2017 음악감독 예술의전당 보관됨 2020-04-05 - 웨이백 머신 Ballet HUMAN
- 2017 무용음악 한국문화예술위원회 (창작산실)
- 2017 음악감독 국립아시아문화전당 (Behind the Big door) 보관됨 2023-06-21 - 웨이백 머신
- 2014 음악감독, 작곡 리디북스 (TV 광고)
- 2013 음악작곡 7번방의 선물 (영화)
- 2013 무용음악 (ROM 보관됨 2019-06-08 - 웨이백 머신 )
- 2012 영화음악 (개똥이 2012 부산국제영화제)
- 2012 음악감독, 작곡 Seoul Drum Festival (미디어아트)
- 2012 광고음악 (미래앤)  (TV 광고)
- 2011 Recoding mixing studio house Engineer(Le classic)
- 2011 영화음악 (단편)맥주사탕 제 10회 아시아나국제단편영화제 특별상수상
- 2011 부산 국제영화제 AFA 공식초청
- 2010 미국 Shure(사) 국제컨테스트 연주부문 우승
- 2009 (강연콘서트 `무한청춘엔진`)
- 2008 게임음악 (YOU PD)

## 인물관련기사
공연장 떠난 국악과 클래식…온라인에서 새 영역 찾았다 (해럴드 경제)
공사 소음 소리도 클래식과 어우러져 '음악'이 되다 (이 데일리)
묵직한 '絃의 노래' 한옥에 내려앉았다 (서울경제)
열린공간 뮤비…국악·클래식 ‘색다른 맛’ (해럴드 경제)
'인디 크리스마스 선물' 온라인 중계…"음악인들에게 도움되길" (MBN)
아이디어 넘치는 집콕 콘서트 (YTN)
2018 ‘창작산실 올해의 레퍼토리’ 내달 2일 개막…무용 ‘가족놀이’ 선정(뉴스컬처)
아티스트 안준하(Juna.ahn)의 새로운 앨범 ROM (Records Of Movement) (이슈와 뉴스)

## 라이브 공연
- 2021년 6월 27~29 문화비축기지 SPACE of SOUND
- 2020년 10월 중 문화비축기지
- 2020년 6월 중 문화비축기지
- 2020년 1월 14일 Trace of Sound (Platform-L)
- 2019년 11월 29일 Trace of sound Mini (신촌살롱)

## 추천 작품
- 무용음악 Contemporary Dance FLOWING
- 무용음악 Ballet HUMAN
- 미디어음악 Art and Tech
- 미디어음악 Look Earth
- 공연제작 Vocalise
- 뮤직비디오 ahn - Maria

## SNS
Instagram - juna.ahn
Facebook - 안준하 juna.ahn

## 음반 목록

### 안준하 juna. ahn
| 발매연도 | Artist          | 앨범 타입 | 앨범명                                  | 타이틀 곡             |
| -------- | --------------- | --------- | --------------------------------------- | --------------------- |
| 2016     | 안준하 juna.ahn | 정규 앨범 | 《 HUMAN 》                             | <Human>               |
| 2014     | 안준하 juna.ahn | EP        | 《ROOT》                                | <Street light tree>   |
| 2013     | 안준하 juna.ahn | 정규 앨범 | 《ROM 보관됨 2019-06-08 - 웨이백 머신》 | <Episode 5>           |
| 2012     | 안준하 juna.ahn | O S T     | 《개똥이》                              | <Over And Over Again> |

#### Juna
| 발매연도 | Artist | 앨범 타입 | 앨범명    | 타이틀 곡    |
| -------- | ------ | --------- | --------- | ------------ |
| 2011     | Juna   | EP        | 《Snake》 | <City And I> |
| 2010     | Juna   | EP        | 《Lion》  | <I Miss You> |
| 2010     | Juna   | EP        | 《Juna》  | <Depart>     |

### 안
| 발매연도 | Artist | 앨범 타입 | 앨범명                              | 타이틀 곡                         |
| -------- | ------ | --------- | ----------------------------------- | --------------------------------- |
| 2015     | 안     | Single    | 《코스모스 한송이 》                | <코스모스 한송이>                 |
| 2015     | 안     | Single    | 《기다린다고 했잖아요》             | <기다린다고 했잖아요>             |
| 2015     | 안     | Single    | 《벚꽃이 진다고 그대를 잊을적없다》 | <벚꽃이 진다고 그대를 잊을적없다> |
| 2010     | 안     | EP        | 《The Basic》                       | <1st Promise>                     |

### Sha
| 발매연도 | Artist | 앨범 타입 | 앨범명                      | 타이틀 곡         |
| -------- | ------ | --------- | --------------------------- | ----------------- |
| 2013     | Sha    | EP        | 《The Water》               | <The Water>       |
| 2012     | Sha    | EP        | 《The Signal Man》          | <The Signal>      |
| 2011     | Sha    | EP        | 《The Electronic Language》 | <Escape>          |
| 2010     | Sha    | EP        | 《The Other Life》          | <Change The Girl> |

1. ↑  마포문화재단, 안준하 (2022년 4월 26일). “2022 마포의 꿈”. 《마포의 꿈》. 마포의 꿈.